# Ivan Goloubev-Monatkine
Ivan Fiodorovitch Goloubev-Monatkine  (Иван Фёдорович Голубев-Монаткин) (avant 1924: Monatkine), né le 28 janvier/10 février 1897 au village de Penkovo dans le gouvernement de Toula (Empire russe) et mort le 10 août 1970 à Moscou (URSS) est un officier général de la flotte soviétique, élevé au rang de contre-amiral en 1944. Il a dirigé l'École supérieure navale de la Caspienne de 1945 à 1949,.

## Biographie
Ivan Goloubev-Monatkine naît en 1897 dans un village du gouvernement de Toula. Il est enrôlé pendant la Première Guerre mondiale en 1916 comme simple matelot dans la marine impériale russe, est démobilisé en juillet 1918 puis continue son service dans la flotte soviétique. Il devient membre du parti communiste de l'Union soviétique en 1921. Il participe à la guerre civile russe, à la guerre soviéto-finlandaise de 1939-1940 et à la Grande Guerre patriotique de 1941-1945.

### Formation
En 1921, il suit les cours accélérés de commandement des flottes de la mer Noire et de la mer d'Azov à Sébastopol; en 1925, il étudie à l'École navale militaire Frounzé de Léningrad et en 1930 à l'Académie navale militaire de la flotte des travailleurs et paysans.

### États de service
En 1916, il est matelot, puis radiotélégraphiste au détachement de formation aux mines à Cronstadt. En 1919-1921, il combat du côté de l'Armée rouge en tant que radiotélégraphiste des flottilles militaires de la Volga, de la Volga-Caspienne, puis de celle du Dniepr. Après ses études à l'École navale, il est officier de quart, officier supérieur de quart du croiseur Komintern de la flotte de la mer Noire. En 1926-1927, il est directeur adjoint de l'École navale militaire du génie Dzerjinski de Léningrad. À partir de 1930, Goloubev-Monatkine est chef du département des opérations du quartier général des forces navales de la Caspienne. L'année suivante, il est chef adjoint puis chef du département des opérations de l'état-major de l'Armée rouge. En 1935, il devient chef du 1er département de l'état-major de l'Armée rouge ; en 1937, chef du département des opérations de l'état-major de la flotte de la Baltique L'année suivante, il est nommé chef d'état-major de la flotte du Nord. En 1940, il est chef adjoint du département des opérations à la direction de l'état-major général de la marine. Il participe à la guerre soviéto-finlandaise en 1940.

### Grande Guerre patriotique
Au début de la guerre en 1941, Goloubev-Monatkine est déjà chef du poste de commandement du Commissariat du Peuple de la Marine. En 1943, il commande la base navale militaire de Touapsé et celle d'Odessa. C'est à lui que l'on doit les grands travaux et la réorganisation des bases d'Otchakov et d'Odessa afin de mieux les préparer aux opérations navales. En 1944, il devient chef de l'état-major de la flotte de la mer Noire puis de la direction de l'état-major naval général.
En septembre 1943, il participe à l'opération de Novorossiisk, à la libération du Caucase du Nord puis à l'opération de la presqu'île de Kertch en novembre 1943. En 1944, Goloubev-Monatkine dirige la planification et la conduite, en collaboration avec le quartier général du 4e front ukrainien et de l'armée côtière séparée de l'opération offensive de Crimée.
En 1944-1945  il participe aux opérations de saisie des bases navales de la Roumanie et de la Bulgarie (alliées du Troisième Reich), maîtrise les zones côtières libérées par la flotte soviétique, mène des opérations de déminage aux abords des ports et bases navales.

« Il a contribué au succès des opérations des flottes belligérantes avec des développements opérationnels, un suivi organisé de la situation opérationnelle sur les mers, qui a assuré la gestion des flottes opérationnelles ... En un temps relativement court, il s'est montré capable, fort -commandant volontaire. Il résout les problèmes opérationnels, tactiques et organisationnels avec compétence et en temps opportun. Au quotidien, il gère le quartier général et veille à assurer l'approvisionnement des convois et l'acheminement en temps voulu des munitions, du carburant et des vivres vers les bases avancées. ».

### Après la guerre
En 1945, Goloubev-Monatkine est nommé directeur de la prestigieuse École supérieure navale de la Caspienne à Bakou, puis en 1949 il est nommé vice-président du comité central de la Société bénévole d'assistance à l'armée, l'aviation et la flotte. En 1953, il préside la chaire de tactique de l'Académie militaire supérieure Vorovchilov et l'année suivante de la chaire de tactique de l'Académie militaro-politique Lénine de Moscou. Il prend sa retraite en 1959.
Il meurt à Moscou en 1970 et il est enterré au cimetière de la Présentation (division n° 7).

## Famille
Sa fille, Natalia Ivanovna Goloubeva-Monatkina, est titulaire d'un doctorat de lettres et est professeur émérite de l'Université d'État de Moscou en lettres françaises.

## Distinctions
- Ordre de Lénine (1945)
- 3 Ordres du Drapeau rouge (1944, 1944, 1950)
- Ordre de la Guerre patriotique de Ire classe (1943)
- Médailles
- Arme nommée (1957)